# Тобрамицин
Тобрамицин (новолат. Tobramycin) — антибиотик широкого спектра действия из группы аминогликозидов. Продуцируется актиномицетом Streptomyces tenebrarius. Имеет преимущество перед гентамицином при лечении лёгочных инфекций (в частности, при пневмонии, вызванной Pseudomonas aeruginosa), так как лучше проникает в ткани лёгких.
Тобрамицин входит в перечень жизненно необходимых и важнейших лекарственных препаратов.

## Фармакологическое действие
Тобрамицин в низких концентрациях действует бактериостатически (блокирует 30S субъединицу рибосом и нарушает синтез белка), а в более высоких — бактерицидно (нарушает функцию цитоплазматических мембран, вызывая гибель микробной клетки).
- Тобрамицин активен в отношении грамотрицательных бактерий: Escherichia coli, Proteus spp. (Proteus mirabilis, Proteus vulgaris, индол-положительные и индол-отрицательные штаммы), Klebsiella spp. (Klebsiella pneumoniae), Serratia spp., Providencia spp., Enterobacter spp. (Enterobacter aerogenes), Shigella spp., Salmonella spp., Citrobacter spp., Haemophilus influenzae, Haemophilus aegyptius, Moraxella lacunata, Morganella morganii, Acinetobacter calcoaceticus (Herellea vaginacola), некоторые виды Neisseria spp. (в том числе Neisseria gonorrhoeae).
- Тобрамицин активен в отношении грамположительных бактерий: Staphylococcus spp. (в т.ч. Staphylococcus aureus, Staphylococcus epidermidis, в том числе штаммы, продуцирующие пенициллиназу, коагулаза-отрицательные и коагулаза-положительные), Streptococcus spp. (в том числе бета-гемолитических штаммов из группы А, некоторых негемолитических штаммов, Streptococcus pneumoniae), Enterococcus spp..

Спектр действия Тобрамицина сходен со спектром действия гентамицина, однако он проявляет активность в отношении ряда резистентных к гентамицину штаммов бактерий; может применяться также в случае низкой эффективности глазных капель, содержащих неомицин.

По сравнению с другими антибиотиками действие Тобрамицина более выражено при инфекциях, вызванных Pseudomonas (Pseudomonas aeruginosa).

Аминогликозиды в сочетании с пенициллинами или некоторыми цефалоспоринами эффективны для лечения инфекций, вызываемых Pseudomonas aeruginosa или Enterococcus faecalis.

Тобрамицин неэффективен в отношении большинства штаммов стрептококков группы D.

## Фармакокинетика
Тобрамицин плохо всасывается в желудочно-кишечном тракте, но быстро всасывается при внутримышечной инъекции. Наибольшая концентрация в крови достигается через 30-90 мин. Однократная в/м инъекция в дозе 1 мкг/кг обеспечивает концентрацию в сыворотке 4 мкг/мл в течение 8 ч. При внутривенной инфузии, в течение 1 ч концентрация в крови сходна с таковой при в/м введении. Терапевтическая концентрация, как правило, составляет 4—6 мкг/мл. Практически не связывается с белками плазмы. У пациентов с нормальной функцией почек, кроме новорожденных, тобрамицина сульфат, вводимый каждые 8 ч, не кумулирует в сыворотке. У больных со сниженной функцией почек и новорожденных сывороточные концентрации антибиотика обычно выше и могут определяться в течение более длительного периода времени. Проникает в мокроту, внутрибрюшинную и синовиальную жидкости, содержимое абсцесса. Практически не проникает через неповрежденный ГЭБ. Проходит через плаценту. Выводится почками в неизмененном виде путём клубочковой фильтрации. У пациентов с нормальной функцией почек 84 % введённой дозы выводится в течение 8 ч, 93 % — за 24 ч. Максимальные концентрации в моче, определяемые после внутримышечной инъекции однократной дозы 1 мг/кг — 75-100 мкг/мл. При нарушении функции почек экскреция тобрамицина замедляется и кумуляция вещества может создать токсический уровень в плазме крови. T½ из сыворотки — 2 ч. Диализом удаляется на 25-70 % (в зависимости от продолжительности и типа диализа)..
При местном применении в офтальмологии системная абсорбция тобрамицина низкая.

## Применение

### Показания
- Для системного применения:

Инфекционные заболевания, вызванные чувствительными к препарату микроорганизмами: инфекции дыхательных путей — бронхит, бронхиолит (воспаление стенок наиболее мелких структур бронхов — бронхиол), пневмония; инфекции кожи и мягких тканей, в том числе инфицированные ожоги; инфекции костной ткани; инфекции мочеполовой сферы — пиелит (воспаление почечной лоханки), пиелонефрит (воспаление ткани почки и почечной лоханки), эпидидимит (воспаление придатков яичка), простатит (воспаление предстательной железы), аднексит (воспаление придатков матки), эндометрит (воспаление внутренней оболочки матки); абдоминальные инфекции (инфекции брюшной полости), в том числе, перитонит (воспаление брюшины); менингит (воспаление оболочек мозга); сепсис (заражение крови микробами из очага гнойного воспаления); эндокардит (воспалительное заболевание внутренних полостей сердца) — в составе комбинированной парентеральной терапии (введения препаратов минуя желудочно-кишечный тракт) с пенициллином или цефалоспориновыми антибиотиками в высоких дозах.
- В офтальмологии:

Воспалительные заболевания глаза и его придатков, вызванные чувствительными к препарату возбудителями: блефарит; конъюнктивит; кератоконъюнктивит; блефароконъюнктивит; кератит; иридоциклит.

Профилактика и лечение воспалительных явлений в послеоперационном периоде после экстракции катаракты.

### Противопоказания
Гиперчувствительность в том числе к др. аминогликозидам, неврит слухового нерва, почечная недостаточность, нарушения функции VIII пары черепных нервов, беременность (тобрамицин вызывает полную необратимую двухстороннюю врожденную глухоту и накапливается в почках плода).

### С осторожностью
Ботулизм, миастения, паркинсонизм, дегидратация, пожилой возраст, период лактации.

## Способ применения

### Внутримышечно и внутривенно
Дозы устанавливают индивидуально, с учетом тяжести течения и локализации инфекции, чувствительности возбудителя.
Препарат вводят в/м или в/в капельно.
При инфекциях средней тяжести течения суточная доза для взрослых составляет 2-3 мг/кг массы тела; кратность введения — 3 раза в сут.
При инфекциях тяжелого течения суточная доза может быть увеличена до 4-5 мг/кг; кратность введения — 4 раза в сут.
Детям в возрасте старше 2 месяцев назначают в суточной дозе 6-7.5 мг/кг в 3 или 4 введения; новорожденным назначают препарат в суточной дозе 4 мг/кг массы тела в 2 введения.
Обычная продолжительность курса — 7-10 дней.
Для в/м — содержимое флакона растворяют в 3-5 мл 0,5 % раствора прокаина или воды для инъекций.

Для в/в инфузии препарат разводят в 100—200 мл изотонического раствора натрия хлорида или 5 % раствора глюкозы; длительность инфузии — 20-60 мин.

Пациентам с нарушениями функции почек требуется коррекция режима дозирования в зависимости от значений клиренса креатинина.

### Субконъюнктивально
При нетяжелом инфекционном процессе препарат закапывают по 1-2 капли в конъюнктивальный мешок пораженного глаза (или глаз) каждые 4 ч. В случае развития острого тяжелого инфекционного процесса препарат закапывают каждые 30-60 мин, по мере уменьшения воспаления уменьшают частоту инстилляций препарата.
Глазная мазь: полоску длиной 1.25 см закладывают за веко 2-3 раза в сутки; при тяжелом течении инфекций — каждые 3-4 ч до получения эффекта, затем дозу уменьшают до полного прекращения применения.
В ночное время в дополнение к глазным каплям можно применять глазную мазь для обеспечения более длительного контакта с препаратом.

## Побочные действия
Необратимое поражение вестибулярной и слуховой ветвей VIII пары черепных нервов с частичной или полной двусторонней глухотой (ототоксичен, осложнения обычно возникают при приеме высоких доз или при длительном приеме препарата), головокружениями, вертиго, шумом в ушах, головная боль, нарушения ориентации, сонливость, парестезии, мышечные фасцикуляции, судороги, нарушение функции почек (олигурия, цилиндрурия — выделение с мочой большого количества белковых «слепков» с почечных канальцев, как правило, свидетельствующее о заболевании почки, протеинурия (белок в моче) — как правило, возникают у больных с нарушениями функции почек, принимающих препарат в высоких дозах, канальцевые нарушения, повышение уровня креатинина и азота мочевины), анемия (снижение содержания гемоглобина в крови), лейкопения (снижение уровня лейкоцитов в крови), гранулоцитопения, тромбоцитопения (уменьшение числа тромбоцитов в крови), лейкоцитоз, эозинофилия, тошнота, диарея, повышение активности трансаминаз и ЛДГ, уровня билирубина, гипокальциемия, гипонатриемия, гипомагниемия, лихорадка (резкое повышение температуры тела), сыпь, кожный зуд, анафилаксия.

При конъюнктивальном применении — местные аллергические реакции в виде зуда, припухания век.

## Передозировка
Проявляется нарушениями функции почек, острой почечной недостаточностью, слуховыми и вестибулярными нарушениями, нейромышечной блокадой, параличом дыхательной мускулатуры.

Лечение: обеспечение адекватной вентиляции и оксигенации, гидратации (выделение мочи не менее 3-5 мл/кг/ч) под контролем баланса жидкости, Cl креатинина, уровня тобрамицина в плазме; проведение гемодиализа.

## Взаимодействие
Раствор Тобрамицина нельзя смешивать в одном шприце или капельнице с другими лекарственными препаратами.
Повышает нейро- и нефротоксичность других препаратов.
При комбинированном применении тобрамицина с фуросемидом и этакриновой кислотой возможно усиление ототоксического действия; с другими аминогликозидами, полипептидными антибиотиками, некоторыми цефалоспоринами — возможно усиление нефротоксического действия тобрамицина; с миорелаксантами (тубокурарин и т. п.) — возможно усиление их мышечно-расслабляющего действия